# Jan Matthys

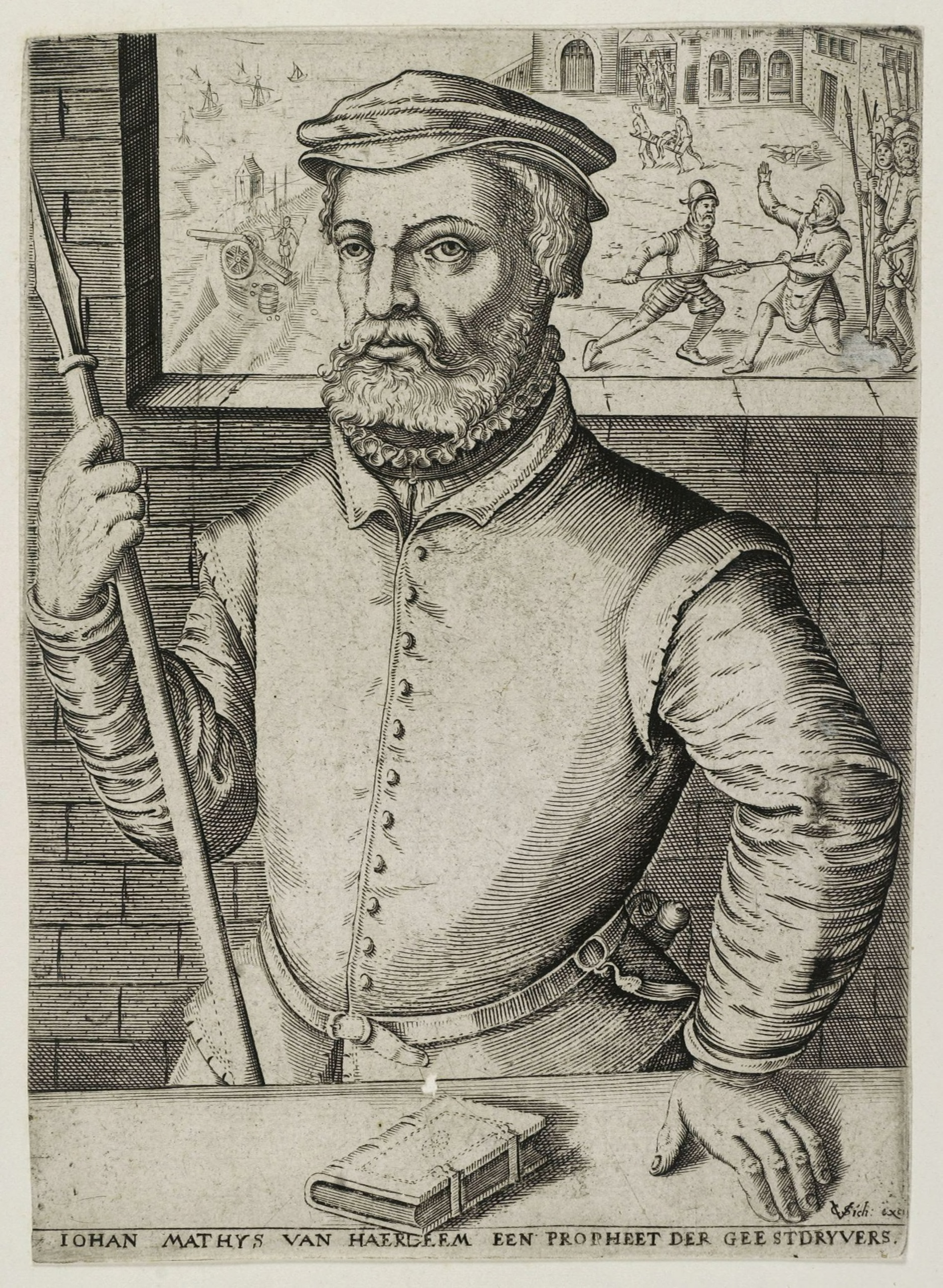
Jan Matthys

Jan Matthys (* um 1500 in Haarlem; † 5. April 1534 in Münster  auch Jan Matthijs, Jan Mathys, Jan von Haarlem, Mathijz, Matthyssen oder Mathyszoon) war ein niederländischer Bäcker und Täufer.

## Biographie

### Leben und Wirken
Über die Kindheit und Jugend des Jan Matthys ist wenig bekannt. Er wurde um 1500 in den Niederlanden geboren und arbeitete als Bäcker in Haarlem. Nachdem er sich der Täuferbewegung angeschlossen hatte, fiel er bald durch seine Radikalität auf. Melchior Hofmann, ein bekannter Führer der Täuferbewegung, fand in dem Bäcker aus Haarlem einen glühenden Gefolgsmann. Er störte katholische Prozessionen und Predigten. 1528 wurde ihm für eine angebliche Lästerung der gewandelten Hostie die Zunge durchbohrt. Als sich im November 1533 Hofmanns Prophezeiungen nicht einstellten, wurde er von Matthys sehr schnell entmachtet. Der begab sich auf Wanderschaft, predigte und taufte in Den Briel und Rotterdam. Matthys übernahm die Führung der nach Melchior Hofmann benannten Melchioriten in Amsterdam und forderte als solcher immer wieder die Errichtung eines Gottesstaates. Dort nahm Matthys sich eine Geliebte, die er vor ihren Eltern versteckte und erklärte sie zu seiner „geistlichen Eheschwester“. Zuvor hatte er seine frühere ältere Ehefrau verstoßen. Hierin kann eine Vorwegnahme der später in Münster praktizierten Polygynie gesehen werden. Matthys lehnte den Pazifismus und die Theologie der Gewaltfreiheit des Melchior Hofmann immer mehr ab und kam zu der Überzeugung, dass man Unterdrückung Widerstand entgegensetzen müsse. Die von ihm ausgewählten Prediger (von ihm Apostel genannt) waren vor allem in Münster erfolgreich.

### Täuferreich von Münster
Im Januar 1534 entsandte Matthys Jan van Leiden, den er im November 1533 selbst getauft hatte, als Apostel nach Münster. Am 2. März, nach anderen Quellen bereits Mitte Februar desselben Jahres, folgte er ihm nach und erklärte Münster zum neuen Jerusalem. Obwohl der neu gewählte Rat der Stadt den Ideen der Täufer positiv gegenüberstand, kam es noch am Tag von Matthys’ Ankunft zum Bildersturm in der Stadt. Alle Kirchen und Klöster der Stadt wurden verwüstet, um die Spuren der falschen Vergangenheit zu tilgen. In Münster verkündete er sein „apokalyptisches Programm“:
1. Die Gottlosen müssen vor der Wiederkehr Christi vernichtet werden,
2. Christus werde eine weltumspannende Theokratie errichten,
3. die „apostolischen Sendboten“ seien unbesiegbar und hätten vor der Endzeit zu warnen.

Am 24. Februar 1534 forderte Matthys die Bevölkerung Münsters auf, sich von ihm taufen zu lassen. Wer sich weigerte, musste bis Mitternacht die Stadt verlassen. In dieser Zeit ließ Matthys auch alle Bücher vernichten; mit Ausnahme der Bibel. Er gilt als die treibende Kraft hinter der Einführung einer Gütergemeinschaft analog zur Gütergemeinschaft der Jerusalemer Urgemeinde und der Polygynie (einer Form der Polygamie) in Münster.
Der Bischof von Münster Franz von Waldeck begann im Frühjahr 1534 seine Stadt zu belagern. Im Gegensatz zu Hoffmann, der sich auf die Prophetien seiner Jünger und auf die Heilige Schrift berief, gab Matthys vor, unmittelbar auf Grund göttlicher Eingaben, Visionen und Gesichte zu handeln. Matthys soll ein talentierter Rhetoriker gewesen sein, wobei er besonders das Schwanken zwischen Strafandrohung und Versöhnung gekonnt eingesetzt haben soll, um seine Zuhörer in die gewünschte Richtung zu lenken. Auch neigte er zur Ekstase, dann wieder zu mehrtägigen melancholischen Verstimmungen. Am 5. April, dem Osterfest, hielt er auf dem Marktplatz zu Münster eine Predigt, in der er behauptete, der neue Gideon zu sein. Schon zuvor hatte er sich bereits in Amsterdam mit einer alttestamentlichen Gestalt gleichgesetzt. Er sei ein neuer Henoch, der zweite Zeuge aus der Apokalypse. Nach einer Vision eines vorgezogenen Gottesgerichts ritt Matthys am selben Tag mit einigen Getreuen unbewaffnet aus der Stadt. Jan Matthys wurde von den Landsknechten zerhackt, die sich daraufhin mit seinen Überresten gegenseitig bewarfen. Als sie abzogen, kamen die Täufer mit einem großen Weidenkorb aus der Stadt und sammelten die Einzelteile ein. Sein Kopf aber wurde auf einen Pfahl gespießt und vor der Stadt aufgestellt.
Die Stadt Münster fiel erst am 25. Juni 1535. Beim Erstürmen der Stadt wurden alle Täufer, derer man habhaft werden konnte, getötet. Erst nach zwei Tagen wurde dieses Blutbad beendet.
Die Führer der Täufer, Jan van Leiden, Bernd Krechting und Bernd Knipperdolling, wurden am 22. Januar 1536 unter Folter öffentlich hingerichtet.